# بيل أدير (ممثلة)
بيل أدير (بالإنجليزية: Belle Adair)‏ هي ممثلة أمريكية، ولدت في 7 فبراير 1889 في روتلاند في الولايات المتحدة، وتوفيت في القرن العشرين في سارانك ليك في الولايات المتحدة.

## وصلات خارجية
- بيل أدير (ممثلة) على موقع IMDb (الإنجليزية)